# Caio Fonteio Capitão (cônsul em 59)
Caio Fonteio Capitão (em latim: Gaius Fonteius Capito) foi um senador romano eleito cônsul em 59 com Caio Vipstano Aproniano. Era filho de Caio Fonteio Capitão, cônsul em 12, e neto de Caio Fonteio Capitão, cônsul em 33 a.C.. Fonteio Capitão, cônsul em 67, era seu irmão. 

## Carreira
Não se sabe nada sobre sua carreira até o consulado em 59. O imperador Nero foi cônsul em 58 e em 60, o que indica que ele confiava plenamente nos cônsules de 59, incluindo Capitão. 